# Bruley
Bruley är en kommun i departementet Meurthe-et-Moselle i regionen Grand Est (tidigare regionen Lorraine) i nordöstra Frankrike. Kommunen ligger i kantonen Toul-Nord som tillhör arrondissementet Toul. År 2022 hade Bruley 616 invånare.

## Befolkningsutveckling
Antalet invånare i kommunen Bruley
| Referens: INSEE |